# George Harcourt (2e comte Harcourt)
George Simon Harcourt, 2e comte Harcourt (1er août 1736 - 20 avril 1809), titré vicomte Nuneham avant d'hériter du titre de comte Harcourt en 1777, est un homme politique anglais, mécène des arts et jardinier.

## Jeunesse
Il est le fils aîné de Simon Harcourt, 1er comte Harcourt et de sa femme, Rebecca Le Baas. Il est le frère aîné de William Harcourt.
Ses grands-parents paternels sont Elizabeth Evelyn (sœur de John Evelyn (1er baronnet)) et  Simon Harcourt, député de Wallingford et Abingdon. À la mort de son grand-père en 1720, son père devient l'héritier de son grand-père, Simon Harcourt (1er vicomte Harcourt), auquel son père succède en tant que 2e vicomte Harcourt en 1727.
Il passe deux ans à Westminster School, et a des leçons d'art d'Alexander Cozens et d'autres maîtres.

## Carrière
En 1754, Harcourt voyage en Allemagne et en Italie avec George Bussy Villiers et William Whitehead comme précepteur de Villiers. Son Grand Tour continue à 1756 . Whitehead écrit plus tard des poèmes sur les domaines des deux familles des hommes, Middleton Park et Nuneham Courtenay.
Harcourt est élu au parlement pour St Albans en 1761, restant député jusqu'en 1767. Il n'est pas enregistré comme ayant pris la parole à la Chambre. Il est un partisan de John Wilkes, un ami de Catharine Macaulay et un adversaire de la guerre contre les colonies américaines. Il entre à la Chambre des lords en 1777 après la mort accidentelle de son père dans leur domaine de Nuneham House, où il se noie dans un puits en essayant de sauver son chien.
En 1772, Harcourt commence à redessiner les jardins de Nuneham Courtenay, assisté de William Mason, puis s'occupe du parc en 1777. À partir de 1779, Capability Brown est amené à le conseiller sur le parc et les jardins et Paul Sandby, peut-être un contact établi par Whitehead, pour l'intérieur de la maison. En tant que patron, Harcourt emploie Thomas Pitt sur un monument à son père, et crée un prix de poésie sur les anciens Britanniques, remporté par George Richards.
En 1784, il acquiert le reste du domaine du manoir Cogges des héritiers du vicomte Wenman, pour apurer les dettes de ce dernier.
En 1790, Harcourt est nommé maître du cheval de la reine Charlotte, poste qu'il occupe jusqu'à sa mort.

## Vie privée
Harcourt épouse Elizabeth, fille de George Venables-Vernon (1er baron Vernon), un cousin, en 1765.
Lord Harcourt est mort le 20 avril 1809. Il est remplacé par son frère William. À la mort de William le 17 juin 1830, le comté et la vicomté s'éteignent.